# Amedy Coulibaly
Amedy Coulibaly (* 27. Februar 1982 in Juvisy-sur-Orge; † 9. Januar 2015 in Paris) war ein französischer islamistischer Terrorist, der im Umfeld des Anschlags auf die Redaktion des Satiremagazins Charlie Hebdo der Brüder Saïd und Chérif Kouachi weitere Terrorakte beging.

## Werdegang
Coulibaly, der den Spitznamen Doly de Grigny trug, wurde in einem Pariser Vorort als siebtes von insgesamt zehn Kindern geboren; er war der einzige Junge. Seine Familie stammt aus Mali.
Amedy Coulibaly rutschte noch minderjährig in die Kriminalität ab, wurde mehrfach verurteilt und verbrachte Jahre im Gefängnis, unter anderem wegen Diebstahl, Raubüberfällen, Hehlerei und Drogenhandel. Bei seiner ersten Verurteilung wurde ein psychologisches Gutachten erstellt. Darin war die Rede von „einer unreifen und psychopathischen Persönlichkeit“, „unzureichender Selbstreflektion“, „einem nur schwach entwickelten Bewusstsein für Moral“ sowie „einer sehr niedrigen Hemmschwelle“.
Als er im September 2000 mit drei Komplizen in Combs-la-Ville, im Süden von Paris, Motorroller stehlen wollte, wurden sie von der Polizei gestellt. Coulibaly und sein bester Freund, der 19-jährige Ali Rezgui, versuchten in einem Auto zu fliehen. Einer der Polizisten wollte den Wagen stoppen und schoss erst auf die Reifen, anschließend in die Fahrerkabine. Dabei wurde Rezgui, der das Auto steuerte, tödlich getroffen. Gegen den Polizisten wurde kein Gerichtsverfahren eröffnet, da die Richter die Ansicht vertraten, dass er in legitimer Notwehr gehandelt habe.
Nach seiner Haftentlassung beteiligte sich Coulibaly an einigen Raubüberfällen, wofür er zwischen 2001 und 2004 mehrfach vor Gericht stand. Wegen bewaffneten Raubüberfalls auf eine Bankfiliale in Orléans im Jahr 2002 wurde er 2004 zu sechs Jahren Haft verurteilt und in das Gefängnis von Fleury-Mérogis überstellt. Nach seiner vorzeitigen Haftentlassung 2006 versuchte er sich als Rauschgiftdealer, wurde gefasst und im Mai 2007 noch einmal zu achtzehn Monaten Gefängnis verurteilt.
Gefängnisse wie Fleury-Mérogis werden von Kritikern als „Durchlauferhitzer“ für Radikalisierungen angesehen. Während seiner dortigen Haft schloss sich Coulibaly einer Gruppe an, die Djamel Beghal (alias Abou Hamza, * 2. Dezember 1965 in Bordj Bou Areridj, Algerien), ein al-Qaida-Rekrutierer und getreuer Gefolgsmann Osama bin Ladens, um sich hatte scharen können. Beghal wurde der islamistische Mentor Coulibalys und radikalisierte ihn.
Beghal, im März 2005 wegen eines geplanten Anschlags auf die US-Botschaft in Paris zu zehn Jahren Gefängnis verurteilt, befand sich bis Mai 2009 in Haft. Die französische Staatsangehörigkeit wurde ihm aberkannt und er wurde in Murat unter Hausarrest gestellt.
Wegen Planung der Befreiung Smaïn Aït Ali Belkacems, eines der Hauptverantwortlichen für die Anschlagsserie in Frankreich 1995, wurde er im Mai 2010 erneut zu zehn Jahren Haft verurteilt.
In Fleury-Mérogis lernte Coulibaly auch Chérif Kouachi kennen, der sich ebenfalls der Beghal-Gruppe angeschlossen hatte. Nach Beendigung seiner Haft hielten Coulibaly und die beiden Kouachi-Brüder den Kontakt mit Beghal weiter aufrecht. Mehrmals reisten sie – teils mit ihren Frauen – nach Murat zu dem unter Hausarrest stehenden Beghal und übten den Gebrauch von Waffen.
Nach der Haftentlassung begann Coulibaly eine Ausbildung bei Coca-Cola. Gegen Ende der Lehrzeit wurde er im Juli 2009 eingeladen, als einer von 500 Auszubildenden den damaligen französischen Präsidenten Nicolas Sarkozy zu treffen. Coulibaly galt als guter Mitarbeiter und erhielt mehrere kurze Zeitverträge als Gabelstaplerfahrer, die aber im September 2009 ausliefen.
2010 geriet Coulibaly zusammen mit Chérif Kouachi in den Verdacht, an der geplanten Befreiung von Smaït Ali Belkacem beteiligt gewesen zu sein. Er wurde im Mai 2010 festgenommen, kam in Untersuchungshaft und wurde im Dezember 2013 – im Gegensatz zu Chérif Kouachi, dem man eine Beteiligung nicht nachweisen konnte – wegen „Erwerbs und illegalen Besitzes von Waffen sowie Mitgliedschaft in einer kriminellen Vereinigung zur Vorbereitung eines Verbrechens“ zu fünf Jahren Haft verurteilt.
Bei der Durchsuchung seiner Wohnung hatte man eine Waffe und 240 Schuss Munition gefunden. Da seine Strafe reduziert wurde, wurde Coulibaly bereits am 4. März 2014 aus der Haft entlassen, musste aber bis zum 15. Mai 2014 eine elektronische Fußfessel tragen.

## Anschläge
Am Abend des 7. Januar 2015 wurde in Fontenay-aux-Roses, Coulibalys Wohnort, ein Jogger im Naherholungsgebiet Coulée verte von einem zunächst nicht identifizierten Täter verfolgt und niedergeschossen. Nach Coulibalys Tod zwei Tage später wurde festgestellt, dass eine der am Tatort gefundenen Patronenhülsen aus einer der Pistolen stammte, die er mit sich führte.
Am Morgen des 8. Januar 2015 erschoss Coulibaly in Montrouge die 26-jährige Stadtpolizistin Clarissa Jean-Philippe und verletzte einen Stadtangestellten schwer. Danach floh er vom Tatort.

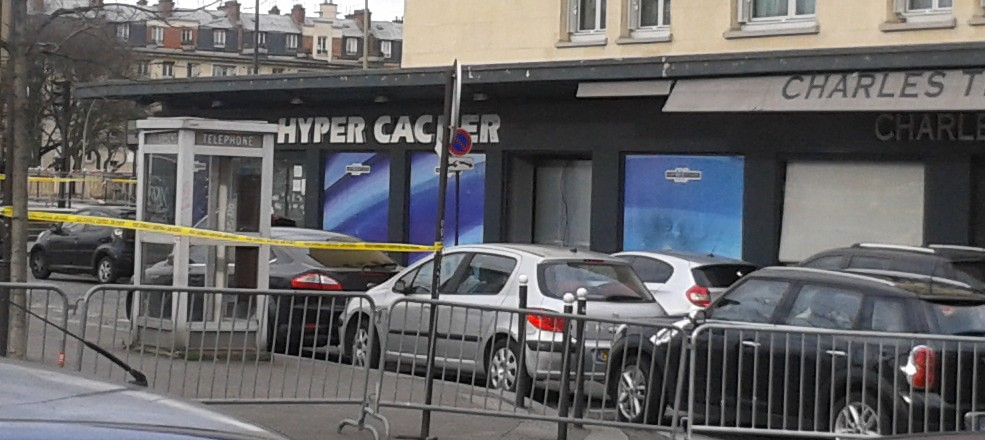
Der Supermarkt nach der Geiselnahme

Am Mittag des 9. Januar stürmte Coulibaly an der Porte de Vincennes im Osten von Paris den koscheren Supermarkt Hyper Cacher, erschoss vier Menschen und nahm mehrere Personen als Geiseln. Coulibaly forderte freien Abzug für die Kouachibrüder, die inzwischen in Dammartin-en-Goële von der Polizei umstellt worden waren. In einem Telefonat mit dem Fernsehsender BFM TV erklärte Coulibaly, er kämpfe für den Islamischen Staat (IS) und habe seine Aktionen mit den Kouachibrüdern abgestimmt. Beim Sturm der Polizei auf den Supermarkt wurde Coulibaly erschossen. Später wurde im Internet ein Video veröffentlicht, in dem Coulibaly sich zu seinen Taten bekannte.
Auch Coulibalys Lebensgefährtin Hayat Boumeddiene stand im Verdacht, an den Attentaten beteiligt gewesen zu sein. Boumeddiene wurde am 26. Juni 1988 in Villiers-sur-Marne geboren. Sie hatte sieben Geschwister. Nach dem Tod ihrer Mutter im Jahr 1994 war der Vater mit der Versorgung der Kinder überfordert und Boumeddiene kam in die Obhut des Jugendamts. 2008 lernte sie Amédy Coulibaly kennen und heiratete ihn – nur religiös bei einem Imam – im Juli 2009. Boumeddiene war ursprünglich nicht religiös und radikal, sondern liberal eingestellt. Fotos aus früheren Tagen zeigen sie unter anderem im Bikini.
Nach ihrer Heirat mit Coulibaly begann sie den Hidschāb zu tragen, was mit ihrer Arbeit als Kassiererin in einem Supermarkt nicht vereinbar war. Daraufhin gab sie diesen Job auf. Später wurde bekannt, dass sie bereits einige Tage vor den Attentaten in den Nahen Osten gereist war. Sie soll sich im Gebiet des Islamischen Staats in Syrien befinden. Laut Polizeiangaben war sie zum Zeitpunkt der Attentate im vierten oder fünften Monat schwanger. Sie ist seither verschwunden. In Abwesenheit wurde sie am 16. Dezember 2020 von einem französischen Gericht zu 30 Jahren Haft verurteilt wegen Mitgliedschaft in einer terroristischen Vereinigung und Finanzierung des Terrorismus. Das Gericht geht davon aus, dass sie am Leben ist.
Coulibaly wurde in Thiais anonym bestattet.